# Finale de la Ligue des champions de l'UEFA 2022-2023
La finale de la Ligue des champions de l'UEFA 2022-2023 est le dernier match de la Ligue des champions 2022-2023, la 68e édition du principal tournoi européen de football interclubs organisé par l'UEFA et la 31e saison depuis qu'elle a été renommée de Coupe d'Europe des clubs champions à Ligue des champions de l'UEFA. Elle se joue au stade olympique Atatürk d'Istanbul, en Turquie, le 10 juin 2023.
La rencontre oppose le club anglais de Manchester City au club italien de l'Inter Milan ; il s'agit de la première confrontation entre ces deux équipes dans l'histoire des compétitions européennes.
La finale devait initialement se jouer au stade de Wembley à Londres, en Angleterre. Cependant, en raison du report et du déplacement de la finale de 2020 en raison de la pandémie de COVID-19 en Europe, les hôtes prévus pour les finales suivantes ont été repoussés d'un an, et l'Allianz Arena de Munich s'est vu attribuer la finale de 2023. Lorsque la finale de 2021, qui devait se jouer à Istanbul, a également dû être déplacée en raison de la pandémie de Covid-19 en Turquie, la finale de 2023 a été donnée à Istanbul à la place. Munich accueillera désormais la finale 2025.
Le vainqueur se qualifiera automatiquement pour la phase de groupes de la Ligue des champions 2023-2024 et gagnera également le droit de jouer contre le vainqueur de la Ligue Europa 2022-2023 lors de la Supercoupe de l'UEFA 2023, ainsi que le droit de jouer la Coupe du monde des clubs de la FIFA 2023 ainsi que la Coupe du monde des clubs de la FIFA 2025.

## Lieu
Ce sera la deuxième finale de la Ligue des champions de l'UEFA disputée au stade olympique d'Atatürk ; la première ayant eu lieu en 2005.

### Sélection de l'hôte
Un processus d'appel d'offres a été lancé le 22 février 2019 par l'UEFA pour sélectionner les sites des finales des Ligues des champions de l'UEFA 2022 et 2023. Les fédérations avaient jusqu'au 22 mars 2019 pour manifester leur intérêt et les dossiers de candidature devaient être soumis avant le  1er juillet 2019.
Bien que les fédérations candidates n'aient pas été confirmées par l'UEFA, la Fédération allemande de football aurait proposé d'accueillir la finale à l'Allianz Arena de Munich si elle ne se voyait pas attribuer la finale 2021.
L'Allianz Arena a été sélectionnée par le Comité exécutif de l'UEFA lors de sa réunion à Ljubljana, en Slovénie, le 24 septembre 2019, lors de laquelle les hôtes des finales des Ligues des champions 2021 et 2023 ont également été nommés.
Le 17 juin 2020, le Comité exécutif de l'UEFA a annoncé qu'en raison du report et du déplacement de la finale 2020, Munich accueillerait à la place la finale 2023. Toutefois, la réception de la finale de la Ligue des champions par Istanbul ayant été décalé de 2021 à 2023, Munich accueillera la finale de 2025 à la place.

## Avant-match

### Identité
L'identité visuelle de la finale de la Ligue des champions de l'UEFA 2023 a été dévoilée lors du tirage au sort de la phase de groupes à Istanbul le 25 août 2022.

### Ambassadeur
L'ambassadeur de la finale est l'ancien international turc Hamit Altıntop, qui était à l'origine l'ambassadeur des finales 2020 et 2021 avant que les deux matches ne soient transférés respectivement à Lisbonne et à Porto.

### Cérémonie d'ouverture
Le chanteur nigérian Burna Boy se produira pour la cérémonie d'ouverture avant le début du match.

## Équipe
| Équipes         | Précédentes apparitions en finale (en gras celles remportés) |
| --------------- | ------------------------------------------------------------ |
| Manchester City | 1 (2021)                                                     |
| Inter Milan     | 5 (1964, 1965, 1967, 1972, 2010)                             |

## Parcours respectifs
Note : dans les résultats ci-dessous, le score du finaliste est toujours donné en premier (D : domicile ; E : extérieur).
| Rang | Équipe            | Pts | J | G | N | P | Bp | Bc | Diff |
| ---- | ----------------- | --- | - | - | - | - | -- | -- | ---- |
| 1    | Manchester City   | 14  | 6 | 4 | 2 | 0 | 14 | 2  | +12  |
| 2    | Borussia Dortmund | 9   | 6 | 2 | 3 | 1 | 10 | 5  | +5   |
| 3    | Séville FC        | 5   | 6 | 1 | 2 | 3 | 6  | 12 | -6   |
| 4    | FC Copenhague     | 3   | 6 | 0 | 3 | 3 | 1  | 12 | -11  |

| Rang | Équipe         | Pts | J | G | N | P | Bp | Bc | Diff |
| ---- | -------------- | --- | - | - | - | - | -- | -- | ---- |
| 1    | Bayern Munich  | 18  | 6 | 6 | 0 | 0 | 18 | 2  | +16  |
| 2    | Inter Milan    | 10  | 6 | 3 | 1 | 2 | 10 | 7  | +3   |
| 3    | FC Barcelone   | 7   | 6 | 2 | 1 | 3 | 12 | 12 | 0    |
| 4    | Viktoria Plzeň | 0   | 6 | 0 | 0 | 6 | 5  | 24 | -19  |

## Match
| Manchester City · |                     |  |
| Titulaires :      |                     |  |
|                   |                     |  |
| 31                | Ederson             |  |
| 06                | Nathan Aké          |  |
| 03                | Rúben Dias          |  |
| 25                | Manuel Akanji       |  |
| 16                | Rodri               |  |
| 05                | John Stones 82e     |  |
| 10                | Jack Grealish       |  |
| 08                | İlkay Gündoğan      |  |
| 17                | Kevin De Bruyne 36e |  |
| 20                | Bernardo Silva      |  |
| 09                | Erling Haaland      |  |
|                   |                     |  |
| Remplaçants :     |                     |  |
| 18                | Stefan Ortega       |  |
| 33                | Scott Carson        |  |
| 02                | Kyle Walker 82e     |  |
| 14                | Aymeric Laporte     |  |
| 21                | Sergio Gómez        |  |
| 82                | Rico Lewis          |  |
| 04                | Kalvin Phillips     |  |
| 32                | Máximo Perrone      |  |
| 47                | Phil Foden 36e      |  |
| 80                | Cole Palmer         |  |
| 19                | Julián Álvarez      |  |
| 26                | Riyad Mahrez        |  |
|                   |                     |  |
| Entraîneur :      |                     |  |
| Pep Guardiola     |                     |  |

| Inter Milan ·  |                        |  |
| Titulaires :   |                        |  |
|                |                        |  |
| 24             | André Onana            |  |
| 95             | Alessandro Bastoni 76e |  |
| 15             | Francesco Acerbi       |  |
| 36             | Matteo Darmian 84e     |  |
| 32             | Federico Dimarco       |  |
| 20             | Hakan Çalhanoğlu 84e   |  |
| 77             | Marcelo Brozović       |  |
| 23             | Nicolò Barella         |  |
| 02             | Denzel Dumfries 76e    |  |
| 09             | Edin Džeko 57e         |  |
| 10             | Lautaro Martínez       |  |
|                |                        |  |
| Remplaçants :  |                        |  |
| 01             | Samir Handanovič       |  |
| 21             | Alex Cordaz            |  |
| 06             | Stefan de Vrij         |  |
| 12             | Raoul Bellanova 76e    |  |
| 33             | Danilo D'Ambrosio 84e  |  |
| 37             | Milan Škriniar         |  |
| 05             | Roberto Gagliardini    |  |
| 08             | Robin Gosens 76e       |  |
| 14             | Kristjan Asllani       |  |
| 22             | Henrikh Mkhitaryan 84e |  |
| 11             | Joaquín Correa         |  |
| 90             | Romelu Lukaku 57e      |  |
|                |                        |  |
| Entraîneur :   |                        |  |
| Simone Inzaghi |                        |  |

| Manchester City · |                     |  |
| Titulaires :      |                     |  |
|                   |                     |  |
| 31                | Ederson             |  |
| 06                | Nathan Aké          |  |
| 03                | Rúben Dias          |  |
| 25                | Manuel Akanji       |  |
| 16                | Rodri               |  |
| 05                | John Stones 82e     |  |
| 10                | Jack Grealish       |  |
| 08                | İlkay Gündoğan      |  |
| 17                | Kevin De Bruyne 36e |  |
| 20                | Bernardo Silva      |  |
| 09                | Erling Haaland      |  |
|                   |                     |  |
| Remplaçants :     |                     |  |
| 18                | Stefan Ortega       |  |
| 33                | Scott Carson        |  |
| 02                | Kyle Walker 82e     |  |
| 14                | Aymeric Laporte     |  |
| 21                | Sergio Gómez        |  |
| 82                | Rico Lewis          |  |
| 04                | Kalvin Phillips     |  |
| 32                | Máximo Perrone      |  |
| 47                | Phil Foden 36e      |  |
| 80                | Cole Palmer         |  |
| 19                | Julián Álvarez      |  |
| 26                | Riyad Mahrez        |  |
|                   |                     |  |
| Entraîneur :      |                     |  |
| Pep Guardiola     |                     |  |

| Inter Milan ·  |                        |  |
| Titulaires :   |                        |  |
|                |                        |  |
| 24             | André Onana            |  |
| 95             | Alessandro Bastoni 76e |  |
| 15             | Francesco Acerbi       |  |
| 36             | Matteo Darmian 84e     |  |
| 32             | Federico Dimarco       |  |
| 20             | Hakan Çalhanoğlu 84e   |  |
| 77             | Marcelo Brozović       |  |
| 23             | Nicolò Barella         |  |
| 02             | Denzel Dumfries 76e    |  |
| 09             | Edin Džeko 57e         |  |
| 10             | Lautaro Martínez       |  |
|                |                        |  |
| Remplaçants :  |                        |  |
| 01             | Samir Handanovič       |  |
| 21             | Alex Cordaz            |  |
| 06             | Stefan de Vrij         |  |
| 12             | Raoul Bellanova 76e    |  |
| 33             | Danilo D'Ambrosio 84e  |  |
| 37             | Milan Škriniar         |  |
| 05             | Roberto Gagliardini    |  |
| 08             | Robin Gosens 76e       |  |
| 14             | Kristjan Asllani       |  |
| 22             | Henrikh Mkhitaryan 84e |  |
| 11             | Joaquín Correa         |  |
| 90             | Romelu Lukaku 57e      |  |
|                |                        |  |
| Entraîneur :   |                        |  |
| Simone Inzaghi |                        |  |

- Homme du match :  Rodri